# Нурудинов, Магомед Шамильевич
Магоме́д Шами́льевич Нуруди́нов (род. 4 января 1981, Каспийск) — российский и белорусский боксёр, представитель полусредней весовой категории. Выступал за сборную Белоруссии по боксу во второй половине 2000-х — первой половине 2010-х годов, чемпион Европы, серебряный призёр чемпионата мира, участник летних Олимпийских игр в Пекине, победитель и призёр многих турниров международного значения. Заслуженный мастер спорта Республики Беларусь (2009). С 2017 года — боксёр-профессионал.

## Биография
Магомед Нурудинов родился 7 января 1981 года в городе Каспийске, Республика Дагестан. Учился в каспийской средней школе № 4, в 2003 году окончил Дагестанский государственный педагогический университет.
Активно занимался боксом с двенадцати лет, проходил подготовку в каспийской Специализированной детско-юношеской спортивной школе олимпийского резерва под руководством заслуженного тренера России Нурипаши Мухтаровича Талибова.
В 2000 году выступил на чемпионате России в Самаре, но сумел дойти лишь до стадии 1/8 финала, проиграв Айдыну Гасанову. Год спустя боксировал на Кубке России в Подольске. На чемпионате России 2004 года, снова прошедшем в Самаре, выбыл из борьбы за медали уже в 1/16 финала, потерпев поражение от Максима Чудакова.
Не сумев пробиться в основной состав российской национальной сборной, Нурудинов переехал на постоянное жительство в Белоруссию и на международных соревнованиях стал представлять эту страну. Так, в 2005 году в составе белорусской боксёрской команды он побывал на чемпионате мира в Мяньяне, откуда привёз награду серебряного достоинства, выигранную в зачёте полусредней весовой категории — в решающем финальном поединке его победил кубинец Эрисланди Лара.
На мировом первенстве 2007 года в Чикаго дошёл до 1/8 финала, уступив американцу Деметриусу Андраде, будущему чемпиону мира среди профессионалов.
В 2008 году одолел всех соперников на чемпионате Европы в Ливерпуле, в том числе в финале взял верх над представителем Германии Джеком Кулкаем, и благодаря череде удачных выступлений удостоился права защищать честь страны на летних Олимпийских играх в Пекине. Тем не менее, на Играх выступил неудачно, уже в стартовом поединке был выбит Джоном Джексоном с Американских Виргинских островов.
После пекинской Олимпиады Магомед Нурудинов остался в основном составе белорусской национальной сборной и продолжил принимать участие в крупнейших международных турнирах. Так, в 2010 году он отправился на чемпионат Европы в Москве, где стал бронзовым призёром полусреднего веса — в полуфинале проиграл французу Алексису Вастину. На европейском первенстве следующего сезона в Анкаре получил серебро, единственное поражение потерпел в финале от валлийца Фредди Эванса.
В 2015 году боксировал на первых Европейских играх в Баку, но до призовых позиций здесь не добрался, остановившись в 1/8 финала.
Завершив карьеру в любительском олимпийском боксе, в 2017 году Нурудинов дебютировал среди профессионалов.
За выдающиеся спортивные достижения удостоен почётного звания «Заслуженный мастер спорта Республики Беларусь» (2009).